# Skandijum(III) trifluorometansulfonat
Skandijum trifluorometansulfonat (skandijum triflat) je hemijsko jedinjenje sa formulom . Ova so se sastoji od skandijum katjona Sc3+ i triflatnog  anjona.
Skandijum triflat se koristi kao reagens u organskoj hemiji, kao Luisova kiselina. U poređenju sa drugim Luisovim kiselinama ovaj reagens je stabilan u vodi, i koristi se u organskim reakcijama kao katalizator, a ne u stehiometrijskim količinama. Ovo jedinjenje se priprema reakcijom skandijum oksida sa trifluorometansulfornskom kiselinom.
Primer upotrebe skandijum triflata je reakcija Mukaijama aldolne adicije između benzaldehida i silil enol etra cikloheksanona sa 81% hemijskog prinosa.